# Lijst van voetbalinterlands Kaapverdië - Senegal
Deze lijst van voetbalinterlands is een overzicht van alle officiële voetbalwedstrijden tussen de nationale teams van Kaapverdië en Senegal. De landen speelden tot op heden zestien keer tegen elkaar. Het eerste duel betrof een vriendschappelijke wedstrijd, die werd gespeeld op 25 februari 1987 in Conakry (Guinee). Het laatste duel, een achtste finale tijdens de Afrika Cup 2021, werd gespeeld op 25 januari 2022 in Bafoussam (Kameroen).

## Wedstrijden
| №  | Plaats    | Datum            | Competitie           | Wedstrijd            | Uitslag |
| -- | --------- | ---------------- | -------------------- | -------------------- | ------- |
| 1  | Conakry   | 25 februari 1987 | Vriendschappelijk    | Senegal − Kaapverdië | 2 − 0   |
| 2  | Praia     | 17 november 1988 | Vriendschappelijk    | Kaapverdië – Senegal | 0 – 1   |
| 3  | Bamako    | 30 mei 1989      | Vriendschappelijk    | Kaapverdië – Senegal | 2 – 1   |
| 4  | Dakar     | 27 november 1991 | Vriendschappelijk    | Senegal – Kaapverdië | 0 – 0   |
| 5  | Dakar     | 2 december 1991  | Vriendschappelijk    | Senegal – Kaapverdië | 1 – 0   |
| 6  | Banjul    | 30 november 1997 | Vriendschappelijk    | Senegal – Kaapverdië | 2 – 0   |
| 7  | Dakar     | 22 juli 1998     | Vriendschappelijk    | Senegal – Kaapverdië | 1 – 0   |
| 8  | Praia     | 8 mei 2000       | Vriendschappelijk    | Kaapverdië – Senegal | 2 – 2   |
| 9  | Praia     | 14 mei 2000      | Vriendschappelijk    | Kaapverdië − Senegal | 1 − 0   |
| 10 | Dakar     | 31 mei 2003      | Vriendschappelijk    | Senegal − Kaapverdië | 2 − 1   |
| 11 | Praia     | 13 juni 2004     | Vriendschappelijk    | Kaapverdië − Senegal | 1 − 3   |
| 12 | Dakar     | 11 augustus 2010 | Vriendschappelijk    | Senegal − Kaapverdië | 1 − 0   |
| 13 | Dakar     | 8 oktober 2016   | WK 2018 kwalificatie | Senegal − Kaapverdië | 2 − 0   |
| 14 | Praia     | 7 oktober 2017   | WK 2018 kwalificatie | Kaapverdië − Senegal | 0 − 2   |
| 15 | Thiès     | 8 juni 2021      | Vriendschappelijk    | Senegal − Kaapverdië | 2 − 0   |
| 16 | Bafoussam | 25 januari 2022  | Africa Cup 2021      | Senegal − Kaapverdië | 2 − 0   |

## Samenvatting
| Competitie        | Totaal gespeeld | Winst Kaapverdië | Gelijk | Winst Senegal | Doelsaldo Kaapverdië – Senegal |
| ----------------- | --------------- | ---------------- | ------ | ------------- | ------------------------------ |
| Afrika Cup        | 1               | 0                | 0      | 1             | 0 − 2                          |
| WK-kwalificatie   | 2               | 0                | 0      | 2             | 0 − 4                          |
| Vriendschappelijk | 13              | 2                | 2      | 9             | 7 − 18                         |
| Totaal            | 16              | 2                | 2      | 12            | 7 − 24                         |

FCF · A-internationals · Selecties · Bondscoaches · Kaapverdisch vrouwenelftal · Kaapverdië U21 · Kaapverdië U20 · Kaapverdië U19 · Kaapverdië U18 · Kaapverdië U17
1979 – 1989 · 
1990 – 1999 · 
2000 – 2009 · 
2010 – 2019 ·
2020 − 2029
1979 · 
1980 · 
1981 · 
1982 · 
1983 · 
1984 · 
1985 · 
1986 · 
1987 · 
1988 · 
1989 · 
1990 · 
1991 · 
1992 · 
1993 · 1993 · 
1995 · 
1996 · 
1997 · 
1998 · 
1999 · 
2000 · 
2001 · 
2002 · 
2003 · 
2004 · 
2005 · 
2006 · 
2007 · 
2008 · 
2009 · 
2010 · 
2011 · 
2012 · 
2013 · 
2014 · 
2015 · 
2016 · 
2017 · 
2018 ·
2019 ·
2020 ·
2021 ·
2022 ·
2023 ·
2024
Algerije ·
Andorra ·
Angola ·
Bahrein ·
Botswana ·
Burkina Faso ·
Centraal-Afrikaanse Republiek ·
Comoren ·
Congo-Brazzaville ·
Congo-Kinshasa ·
Ecuador ·
Egypte ·
Equatoriaal-Guinea ·
Ethiopië ·
Gabon ·
Gambia ·
Ghana ·
Guinee ·
Guinee-Bissau ·
Guyana ·
Kameroen ·
Kenia ·
Lesotho ·
Liberia ·
Libië ·
Liechtenstein ·
Luxemburg ·
Madagaskar ·
Mali ·
Malta ·
Marokko ·
Mauritanië ·
Mauritius ·
Mozambique ·
Niger ·
Nigeria ·
Oeganda ·
Portugal ·
Rwanda ·
Sao Tomé en Principe ·
San Marino ·
Senegal ·
Sierra Leone ·
Swaziland ·
Tanzania ·
Togo ·
Tunesië ·
Zambia ·
Zimbabwe ·
Zuid-Afrika
FSF · 
A-internationals · 
Bondscoaches · Selecties · Senegalees vrouwenelftal · 
Olympisch elftal
1960 – 1969 · 
1970 – 1979 · 
1980 – 1989 · 
1990 – 1999 · 
2000 – 2009 · 
2010 – 2019 · 
2020 – 2029
WK 2002 · 
WK 2018 ·
WK 2022
OS 2012
1959 · 
1960 · 
1961 · 
1962 · 
1963 · 
1964 · 
1965 · 
1966 · 
1967 · 
1968 · 
1969 · 
1970 · 
1971 · 
1972 · 
1973 · 
1974 · 
1975 · 
1976 · 
1977 · 
1978 · 
1979 · 
1980 · 
1981 · 
1982 · 
1983 · 
1984 · 
1985 · 
1986 · 
1987 · 
1988 · 
1989 · 
1990 · 
1991 · 
1992 · 
1993 · 
1994 · 
1995 · 
1996 · 
1997 · 
1998 · 
1999 · 
2000 · 
2001 · 
2002 · 
2003 · 
2004 · 
2005 · 
2006 · 
2007 · 
2008 · 
2009 · 
2010 · 
2011 · 
2012 · 
2013 · 
2014 ·
2015 ·
2016 ·
2017 ·
2018 ·
2019 ·
2020 ·
2021 ·
2022 ·
2023
Algerije ·
Angola ·
Benin ·
Bolivia ·
Bosnië en Herzegovina ·
Botswana ·
Brazilië ·
Burkina Faso ·
Burundi ·
Centraal-Afrikaanse Republiek ·
Chili ·
China ·
Colombia · 
Congo-Brazzaville ·
Congo-Kinshasa ·
Denemarken ·
Ecuador ·
Egypte ·
Engeland ·
Equatoriaal-Guinea ·
Eritrea ·
Ethiopië ·
Frankrijk ·
Gabon ·
Gambia ·
Ghana ·
Griekenland ·
Guinee ·
Guinee-Bissau ·
Indonesië ·
Iran ·
Ivoorkust ·
Japan ·
Kaapverdië ·
Kameroen ·
Kenia ·
Kosovo ·
Kroatië · 
Lesotho ·
Liberia ·
Libië ·
Luxemburg ·
Madagaskar ·
Malawi ·
Maleisië ·
Mali ·
Marokko ·
Mauritanië ·
Mauritius ·
Mexico ·
Mozambique ·
Namibië ·
Nederland ·
Niger ·
Nigeria ·
Noorwegen ·
Oeganda ·
Oezbekistan ·
Oman ·
Polen ·
Qatar ·
Rwanda ·
Saoedi-Arabië ·
Sierra Leone ·
Soedan ·
Swaziland ·
Tanzania ·
Togo ·
Tunesië ·
Turkije ·
Uruguay ·
Verenigde Arabische Emiraten ·
Zambia ·
Zimbabwe ·
Zuid-Afrika ·
Zuid-Korea ·
Zuid-Soedan ·
Zweden
Algerije (2019, 2) ·
Colombia (2018) ·
Denemarken (2002) ·
Engeland (2022) ·
Frankrijk (2002) ·
Japan (2018) ·
Nederland (2022) ·
Polen (2018) ·
Uruguay (2002)